# Grupo Liberal
Grupo Liberal, anteriormente Sistema de Comunicação Romulo Maiorana (entre 1986 e 1997) e Organizações Romulo Maiorana (entre 1997 e 2018), é um conglomerado de empresas brasileiro sediado em Belém, PA, fundado em 1966 pelo jornalista e empresário Romulo Maiorana, a partir da aquisição do jornal O Liberal das mãos de Magalhães Barata. Atualmente o Grupo Liberal é o maior grupo de comunicação do estado do Pará e o 9.º maior grupo de comunicação do Brasil.

## Administração
O grupo foi criado por Romulo Maiorana, que o presidiu de 1966 até sua morte em 1986. Posterior a isso, a administração ficou a cargo de sua esposa Lucidéa Maiorana e seu filho Romulo Maiorana Júnior. Em 10 de outubro de 2017, Rominho foi destituído da presidência do grupo, e em seu lugar assumiu o irmão Ronaldo Maiorana.
Em março de 2018, os irmãos Ronaldo, Rosângela, Rose, Roberta e Ângela reorganizaram a administração do grupo, dividindo as empresas a serem administradas por Rominho e pela família, respectivamente. As rádios Lib Music FM (FM 90,5 MHz), Rádio Liberal Castanhal (AM 1330 kHz), Liberal FM Marabá (FM 93,9 MHz), Liberal FM Itaituba (FM 101,7 MHz), a ORM Cabo e os demais empreendimentos fora do setor de comunicação passaram a ser de propriedade de Rominho, que criou o Grupo Roma, enquanto o restante das empresas continuou com os outros irmãos. Em 13 de novembro, a partir de um reposicionamento dos veículos, as Organizações Rômulo Maiorana voltaram a se chamar Grupo Liberal, nomenclatura utilizada entre 1966 e 1986.

## Ativos

### Mídia impressa
- Delta Publicidade
  - O Liberal
  - Amazônia

### Televisão
- Rede Liberal
  - TV Liberal Belém
  - TV Liberal Altamira
  - TV Liberal Castanhal
  - TV Liberal Marabá
  - TV Liberal Paragominas
  - TV Liberal Parauapebas
  - TV Liberal Redenção

### Rádio
- Lib Music
- Rádio Liberal +
- Rede Liberal FM
  - Liberal FM Belém
  - Liberal FM Cametá
  - Liberal FM Castanhal
  - Liberal FM Soure

### Internet
- g1 Pará
- ge Pará

### Outros
- Bis Entretenimento
- Fundação Rômulo Maiorana

### Antigos ativos
Impresso
- Folha do Norte

Televisão
- TV Liberal Itaituba
- TV Liberal Tucuruí
- RMTV

Rádio
- Rádio O Liberal CBN
- Rádio Liberal Castanhal
- Liberal FM Itaituba
- Liberal FM Marabá
- Lib Music FM

Internet e telecomunicações
- ORM Air Táxi Aéreo
- ORM Cabo[5][6][7][8]
- ORM News

## Eventos
Eventos organizados pelo Grupo Liberal ou por suas empresas
- Corrida do Círio
- Corrida de Belém
- Garota Verão
- Rainha das Rainhas
- Troféu Rômulo Maiorana
- Troféu ORM/ACP

## Controvérsias
O Grupo Liberal é rival direto do Grupo RBA de Comunicação, pertencente ao político Jader Barbalho, e ambos os grupos já se envolveram em várias disputas de influência, fraudes e escândalos políticos.
Segundo denúncia feita pelo Diário do Pará, a ORM Air Táxi Aéreo Ltda. foi flagrada pela Receita Federal em crimes de sonegação fiscal e evasão de divisas na compra de um jatinho, cujos valores ultrapassaram mais de R$ 2 milhões na licitação vencida pela empresa para prestar serviços públicos ao Governo do Estado do Pará. Além disso existem também acusações com relação ao tempo de uso da aeronave, bem como irregluridades no contrato da licitação.
Em 22 de setembro de 2010, o Conar decidiu alterar uma publicidade da ORM Cabo, com uma frase aonde dizia que o serviço é imune às condições climáticas.